# Дубль-негатив
Дубль-негати́в, дубльнегати́в (Интернегатив, Контратип, англ. Duplicate Negative, DN, Internegative, IN) — дубликат оригинального негатива в фотографии и кинематографе. Дубльнегатив печатается на киностудии с мастер-позитива или цифровой мастер-копии и передаётся в составе комплекта исходных материалов фильма на кинокопировальную фабрику.

## В кинематографе
Чаще всего понятие дубльнегатива используется применительно к кинопроизводству. Дубльнегатив фильма представляет собой разновидность контратипа, промежуточную копию фильма на специальной контратипной киноплёнке, отпечатанную с промежуточного позитива (мастер-позитива, «лаванды») или цифровой мастер-копии Digital Intermediate для последующей массовой печати прокатных фильмокопий. При трёхступенчатом контратипировании дубльнегатив изготавливается на обращаемой киноплёнке непосредственно с негатива. При классической оптической технологии фильмопроизводства выровнен по плотности и цветопередаче, а также имеет оптическую совмещённую фонограмму. Применяется при печати больших тиражей фильмов и при цифровой технологии кинопроизводства для перевода цифрового фильма на киноплёнку фильм-рекордером. 
Для изготовления дубльнегатива существуют специальные сорта киноплёнки, как правило, на безусадочной лавсановой подложке. Перфорация такой киноплёнки имеет «короткий» шаг 4,74 мм и соответствует стандарту BH1866. Получение дубльнегатива цветного и чёрно-белого фильмов отличается по технологии. В цветном фильмопроизводстве для печати промежуточного позитива и дубльнегатива используются одинаковые универсальные контратипные киноплёнки (англ. Intermediate Films), коэффициент контрастности которых равен единице. В СССР для печати промежуточного позитива и дубльнегатива выпускались универсальные цветные киноплёнки для контратипирования «КП-6» и «КПМ». В настоящее время для цветного контратипирования используются универсальные киноплёнки «KODAK VISION Color Intermediate Film 5242» и «FUJICOLOR INTERMEDIATE FILM ETERNA-CI 8503». Для чёрно-белого контратипирования используется комплект из контрастной дубль-позитивной и малоконтрастной дубль-негативной киноплёнок. Произведение их коэффициентов контрастности также равно единице, давая дубльнегатив, сходный с оригиналом. В 1970-х — 1980-х годах дубльнегатив изготавливался одноступенчатым способом на обращаемой дубльнегативной киноплёнке. Позднее от такой технологии отказались из-за повышенного износа негатива и нестабильности характеристик получаемого дубльнегатива.
Дубльнегатив может быть напечатан при помощи фильм-рекордера, а также кинокопировального аппарата контактным или оптическим способом. Оптическая печать применяется для перевода формата промежуточного позитива в другой, наиболее приемлемый для проката.

## В фотографии
Дубльнегатив фотографии — негативное изображение, полученное разными способами с оригинального негатива или позитива. В художественной фотографии дубльнегатив использовался для различных творческих приёмов, таких как псевдосоляризация, изогелия, изополихромия и других. Кроме того, изготовление дубльнегатива со слайда позволяло тиражировать его как на позитивной плёнке, так и на фотобумаге. В фотографии для изготовления дубльнегативов могли использоваться различные сорта фотоматериалов, в том числе позитивная фотоплёнка, фотобумага или фототехническая плёнка. Наибольшее распространение получили листовые фотоматериалы, благодаря удобству промежуточной печати.